# Grand Prix Belgii 1974
Grand Prix Belgii 1974 (oryg. Grand Prix de Belgique) – piąta runda Mistrzostw Świata Formuły 1 w sezonie 1974, która odbyła się 12 maja 1974, po raz drugi na torze Nivelles-Baulers.
32. Grand Prix Belgii, 21. zaliczane do Mistrzostw Świata Formuły 1.

## Klasyfikacja
| Poz. | Nr. | Kierowca             | Konstruktor       | Okrążeń | Czas/powód NU | Poz. start. | Punktów |
| ---- | --- | -------------------- | ----------------- | ------- | ------------- | ----------- | ------- |
| 1    | 5   | Emerson Fittipaldi   | McLaren-Ford      | 85      | 1:44:20.57    | 4           | 9       |
| 2    | 12  | Niki Lauda           | Ferrari           | 85      | + 0.35        | 3           | 6       |
| 3    | 3   | Jody Scheckter       | Tyrrell-Ford      | 85      | + 45.61       | 2           | 4       |
| 4    | 11  | Clay Regazzoni       | Ferrari           | 85      | + 52.02       | 1           | 3       |
| 5    | 14  | Jean-Pierre Beltoise | BRM               | 85      | + 1:08.05     | 7           | 2       |
| 6    | 6   | Denny Hulme          | McLaren-Ford      | 85      | + 1:10.54     | 12          | 1       |
| 7    | 33  | Mike Hailwood        | McLaren-Ford      | 84      | + 1 okrążenie | 13          |         |
| 8    | 26  | Graham Hill          | Lola-Ford         | 83      | + 2 okrążenia | 29          |         |
| 9    | 10  | Vittorio Brambilla   | March-Ford        | 83      | + 2 okrążenia | 31          |         |
| 10   | 41  | Tim Schenken         | Trojan-Ford       | 83      | + 2 okrążenia | 23          |         |
| 11   | 28  | John Watson          | Brabham-Ford      | 83      | + 2 okrążenia | 19          |         |
| 12   | 27  | Guy Edwards          | Lola-Ford         | 82      | + 3 okrążenia | 21          |         |
| 13   | 17  | Jean-Pierre Jarier   | Shadow-Ford       | 82      | + 3 okrążenia | 17          |         |
| 14   | 21  | Gijs van Lennep      | Iso Marlboro-Ford | 82      | + 3 okrążenia | 30          |         |
| 15   | 22  | Vern Schuppan        | Ensign-Ford       | 82      | + 3 okrążenia | 14          |         |
| 16   | 37  | François Migault     | BRM               | 82      | + 3 okrążenia | 25          |         |
| 17   | 34  | Teddy Pilette        | Brabham-Ford      | 81      | +4 okrążenia  | 27          |         |
| 18   | 16  | Brian Redman         | Shadow-Ford       | 80      | Silnik        | 18          |         |
| NU   | 2   | Jacky Ickx           | Lotus-Ford        | 72      | Przegrzanie   | 16          |         |
| NU   | 42  | Tom Pryce            | Token-Ford        | 66      | Kolizja       | 20          |         |
| NU   | 7   | Carlos Reutemann     | Brabham-Ford      | 62      | Silnik        | 24          |         |
| NU   | 1   | Ronnie Peterson      | Lotus-Ford        | 56      | Wyciek paliwa | 5           |         |
| NU   | 4   | Patrick Depailler    | Tyrrell-Ford      | 53      | Hamulce       | 28          |         |
| NU   | 19  | Jochen Mass          | Surtees-Ford      | 53      | Zawieszenie   | 26          |         |
| NU   | 43  | Gérard Larrousse     | Brabham-Ford      | 53      | Opona         | 11          |         |
| NU   | 18  | Carlos Pace          | Surtees-Ford      | 50      | Sterowność    | 8           |         |
| NU   | 8   | Rikky von Opel       | Brabham-Ford      | 49      | Silnik        | 22          |         |
| NU   | 24  | James Hunt           | Hesketh-Ford      | 45      | Wypadek       | 9           |         |
| NU   | 20  | Arturo Merzario      | Iso Marlboro-Ford | 29      | Przen napędu  | 6           |         |
| NU   | 15  | Henri Pescarolo      | BRM               | 12      | Kolizja       | 15          |         |
| NU   | 9   | Hans Joachim Stuck   | March-Ford        | 6       | Sprzęgło      | 10          |         |
| NZ   | 44  | Leo Kinnunen         | Surtees-Ford      |         |               |             |         |